# Zhangixalus arboreus
Zhangixalus arboreus (モリアオガエル trong tiếng Nhật) là một loài ếch trong họ Rhacophoridae. Chúng là loài đặc hữu của Nhật Bản.
Môi trường sống tự nhiên của chúng là các khu rừng ẩm ướt đất thấp nhiệt đới hoặc cận nhiệt đới, đầm nước ngọt, và đất có tưới tiêu.

## Hình ảnh

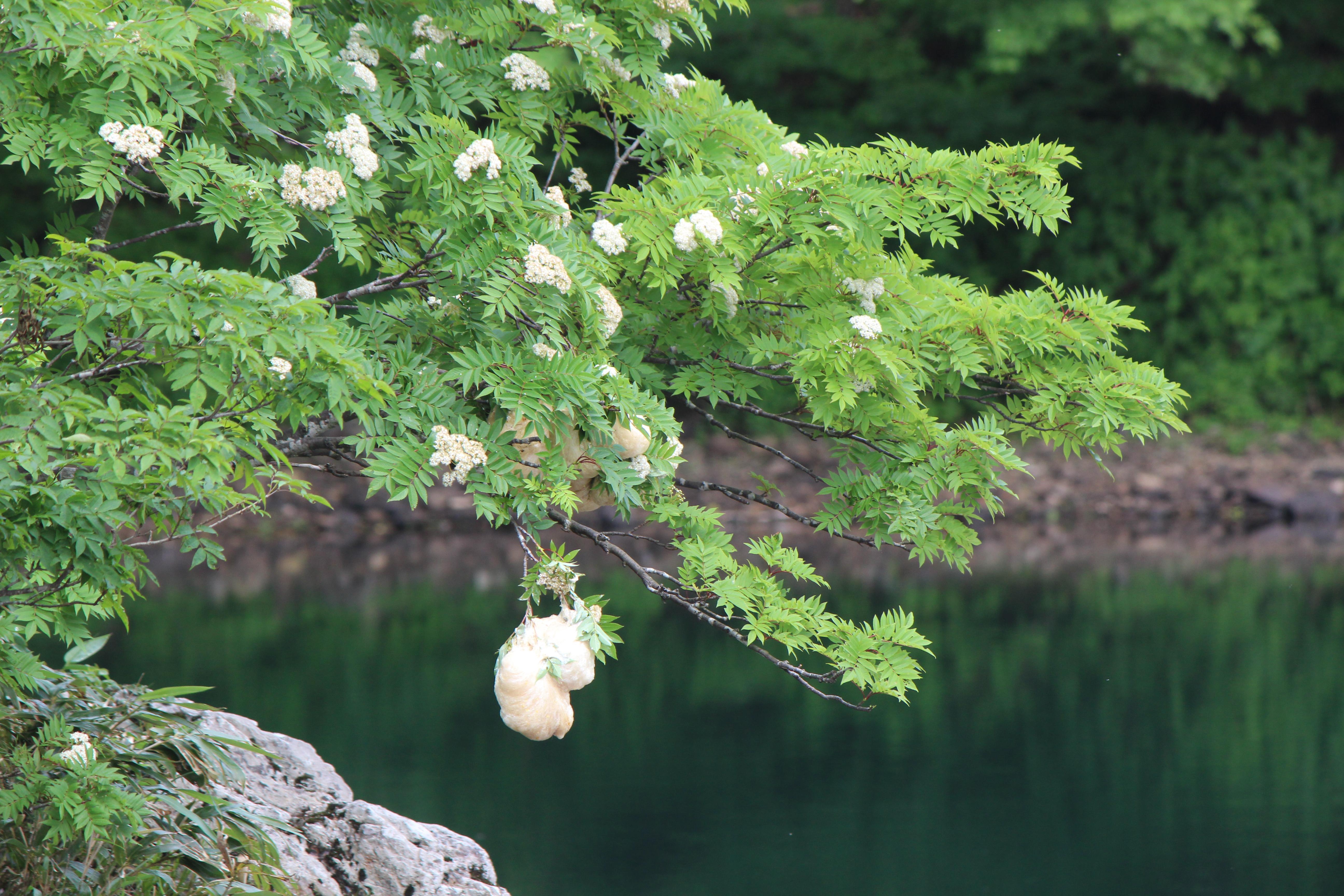
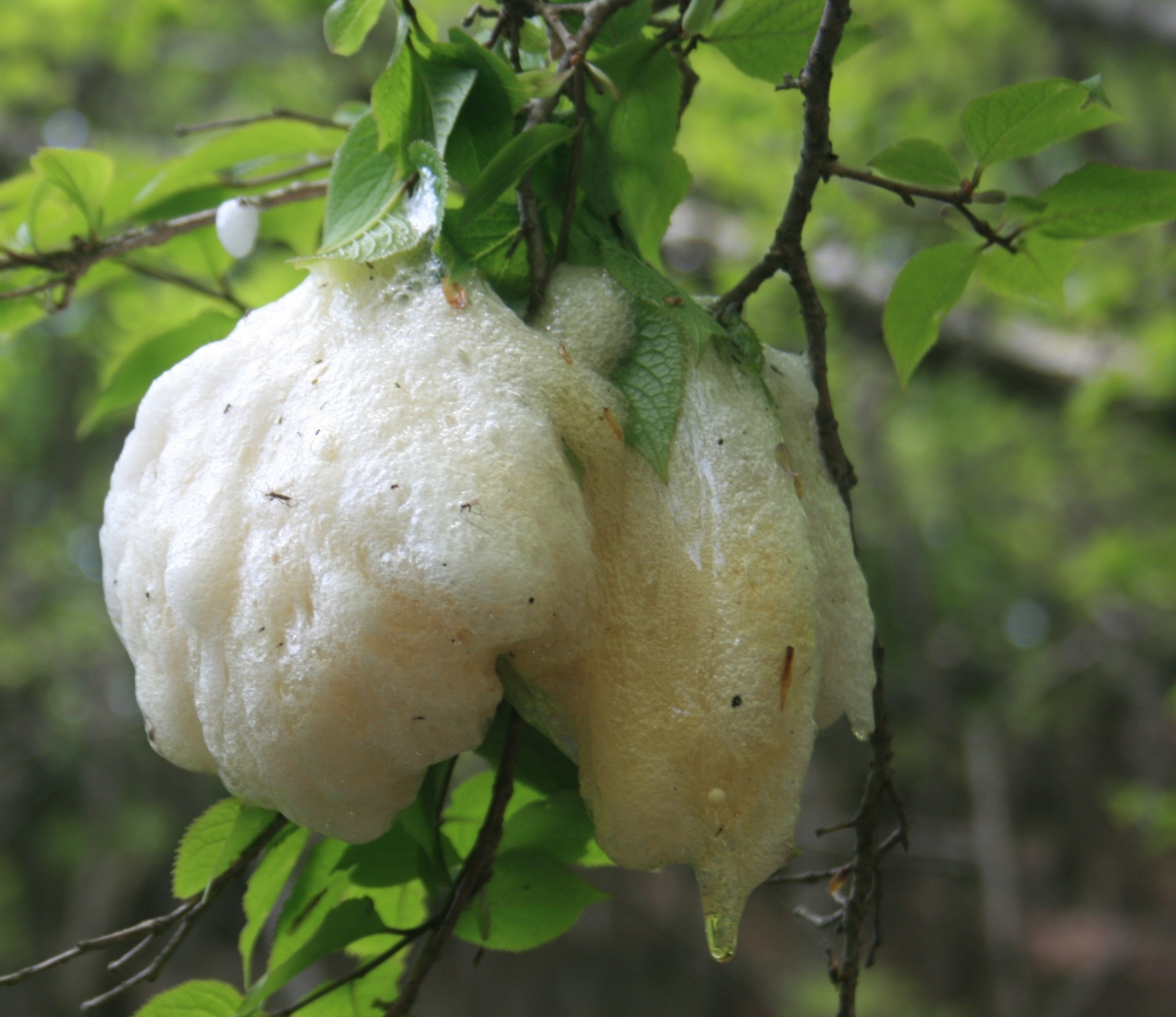
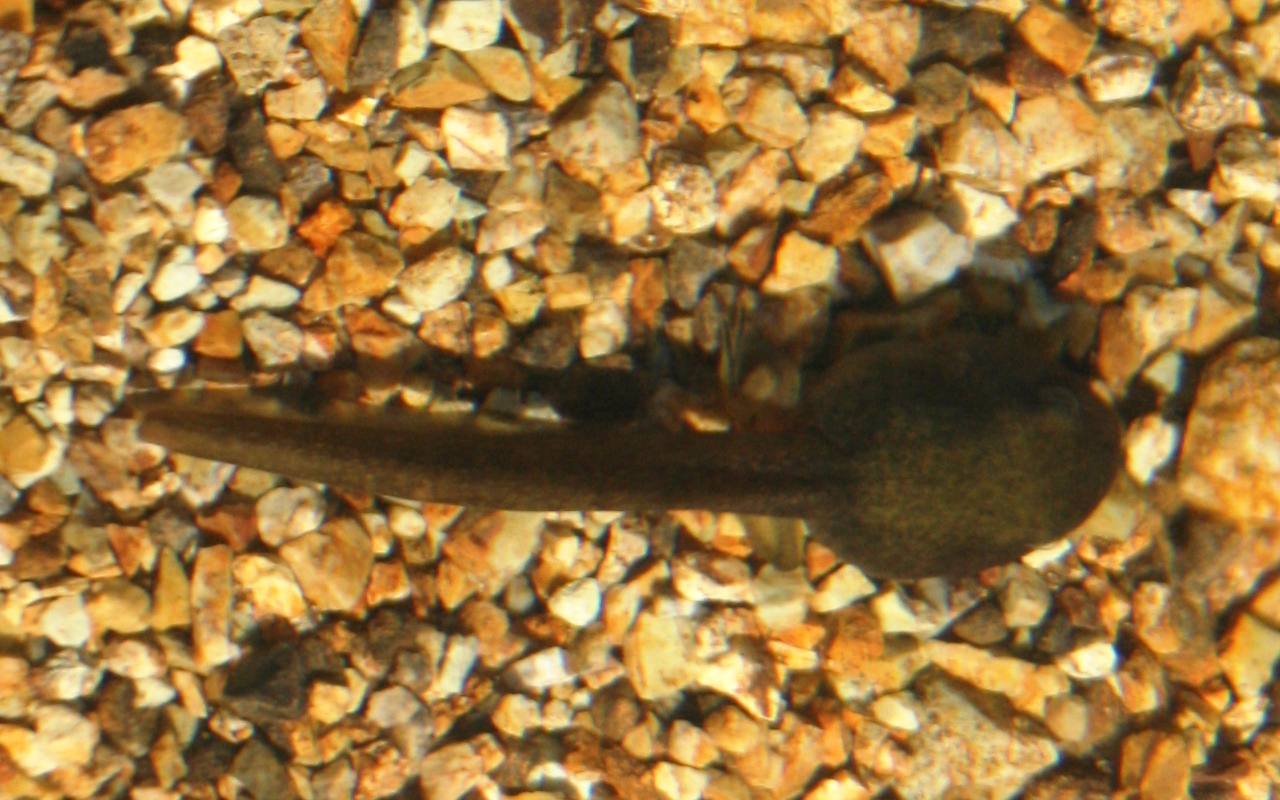
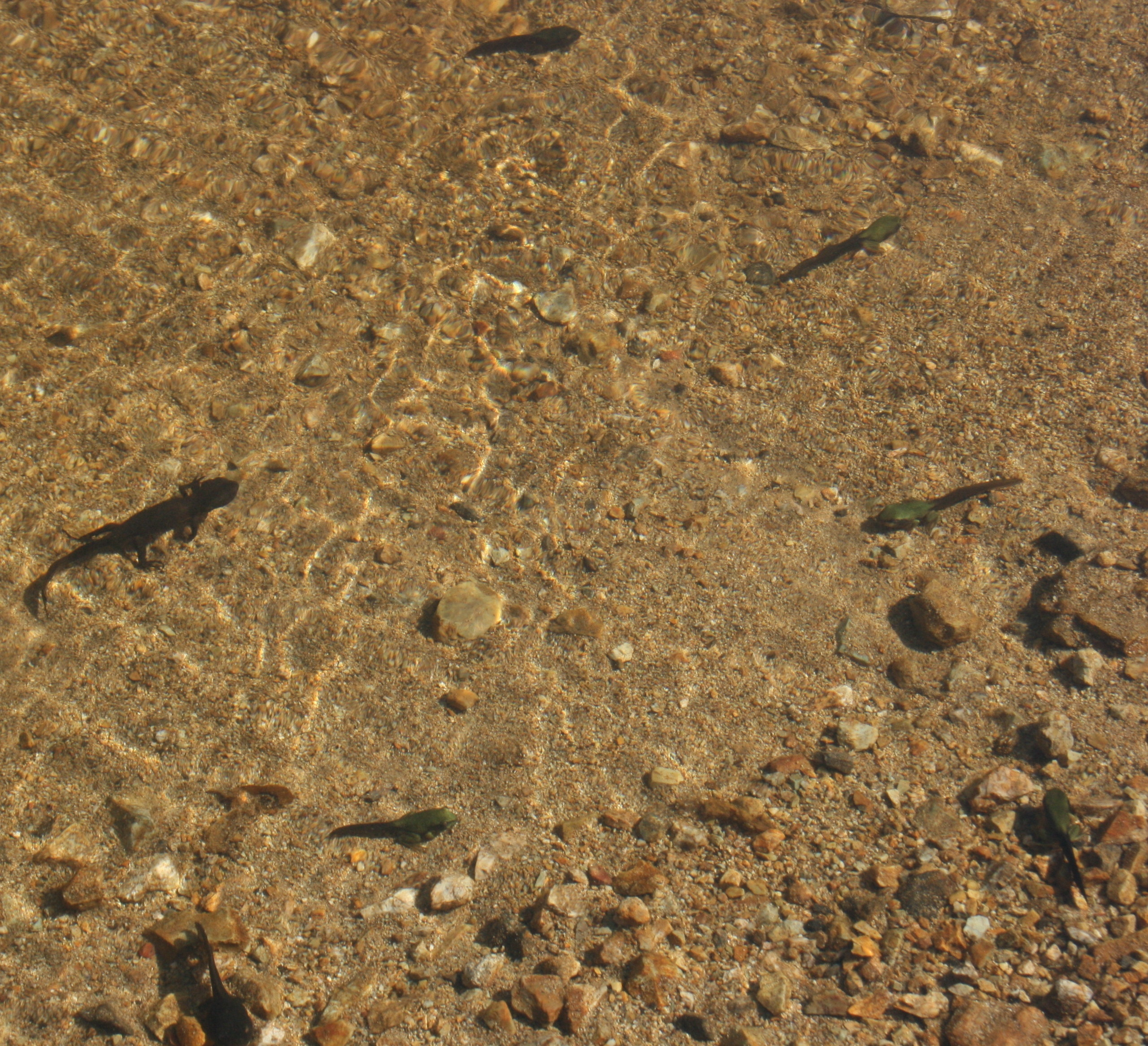